# Tails' Skypatrol
Tails' Skypatrol (テイルスのスカイパトロール?, Teirusu no Sukaipatororu) è un videogioco sviluppato da Japan System House e SIMS e pubblicato da Sega per la console Game Gear. È il primo di due spin-off per la piattaforma portatile che vede protagonista il migliore amico di Sonic, Miles "Tails" Prower. Il gioco segue per l'appunto le avventure di Tails, il quale prova a salvare un'isola da Witchcart, una strega che vuole trasformare i suoi abitanti in cristalli. Il gioco consiste nello sparare ai nemici, raccogliere potenziamenti e sconfiggere i boss.
Il gioco è stato sviluppato da Japan System House con l'assistenza di SIMS, una sussidiaria di proprietà parziale di Sega all'epoca. Era in fase di sviluppo come gioco educativo per una console portatile cancellata, prima di essere spostato sul Game Gear. Il gioco non presenta il marchio Sonic fino a quando non viene presentato a Sega, che chiede di sostituire il personaggio principale con Tails. Tails' Skypatrol ha ricevuto recensioni contrastanti, con i critici che si sono concentrati in particolare sulla sua elevata difficoltà e sui controlli scadenti. È stato pubblicato originariamente il 28 aprile 1995 come esclusiva per il mercato giapponese. Tuttavia è diventato disponibile anche per quello occidentale, grazie alla sua inclusione come minigioco sbloccabile in Sonic Adventure DX (2003) e come capitolo giocabile in Sonic Gems Collection (2005) e Sonic Origins Plus (2023).

## Trama
Un giorno, Tails decide di concedersi la propria avventura senza la compagnia del suo migliore amico Sonic. Tuttavia, non ha in mente una destinazione precisa, ma vuole vivere una piccola avventura diversa dalle solite. Vola senza meta nel cielo fino a quando individua un'isoletta deserta sotto le nuvole in mezzo al mare. Sperando di trovare qualcosa di interessante, Tails atterra sull'isola. Con sua grande sorpresa, però, vede che il terreno dell'isola è coperto da binari d'acciaio e non ci sono animali. Mentre Tails riflette se ci sia o meno la mano del Dr. Eggman, sente una vibrazione sotto i suoi piedi. Spaventato, si nasconde nell'erba lì vicino, poi vede un'ombra che si muove sulle rotaie. Quest'ombra alla fine si scopre essere un carrello con una misteriosa figura umana femminile al suo interno. La figura si rivela essere una vecchia strega di nome Witchcart, che si proclama sovrana dell'isola e minaccia di trasformare gli estranei in cristalli. Dopodiché invia i suoi fedeli scagnozzi, Hocke-Wulf, Bearenger e Carrotia, a fare le rispettive ronde sull'isola. Dopo che gli scagnozzi se ne vanno obbedienti con le loro macchine volanti, Tails decide di liberare l'isola dal dominio di Witchcart e vola energeticamente con lo scopo di fermare la perfida strega e i suoi tirapiedi.

## Modalità di gioco
Tails' Skypatrol è uno sparatutto a scorrimento orizzontale. Il giocatore controlla Tails che vola facendo ruotare le sue due code. Il personaggio è sempre in volo e può essere manovrato verso l'alto e verso il basso per evitare gli ostacoli e verso sinistra e destra per rallentare o accelerare. Raccogliendo le caramelle alla menta, si potrà rifornire il misuratore di volo di Tails, che si esaurisce costantemente nel corso della partita. Se Tails viene colpito da un nemico o cade a terra, il giocatore dovrà aiutarlo a riprendere il volo. Nel caso in cui dovesse toccare l'ambiente di un livello, il personaggio perderà una vita. Tails utilizza un ring (anello) come arma che può essere lanciata per sconfiggere i nemici, aggirare le trappole, recuperare gli oggetti e attivare dispositivi che incontrerà lungo il percorso.
Sono presenti un totale di cinque livelli a scorrimento da attraversare, che variano in difficoltà e si svolgono in luoghi come foreste e castelli. I livelli si concludono con uno scontro con boss contro uno degli scagnozzi di Witchcart. Il giocatore ha a disposizione un numero illimitato di azioni e ricomincerà dall'inizio di quel particolare livello dopo aver perso tutte le sue vite.

### Aree
Il gioco si divide in quattro zone più una introduttiva che mostra i controlli di base.
- Training Area: un livello introduttivo dove il protagonista inizia la sua avventura. Si tratta di un colorato altopiano situato su una spiaggia che non presenta nemici.
- RailCanyon Area: la prima area è ambientata in una zona rocciosa con grandi foreste di pini a farle da sfondo.
- RuinWood Area: la seconda area si presenta in una serie di caverne situate nel mezzo di una foresta di enormi dimensioni mentre all'esterno sono presenti delle rovine multicolore.
- MetalIsland Area: la terza area è collocata nel cielo, dove bisognerà superare una fortezza dei cieli armata e molto agguerrita.
- DarkCastle Area: la quarta ed ultima area ha come palcoscenico un enorme castello buio e tetro con un maggior numero di trappole che cercheranno di colpire Tails.

## Sviluppo e pubblicazione

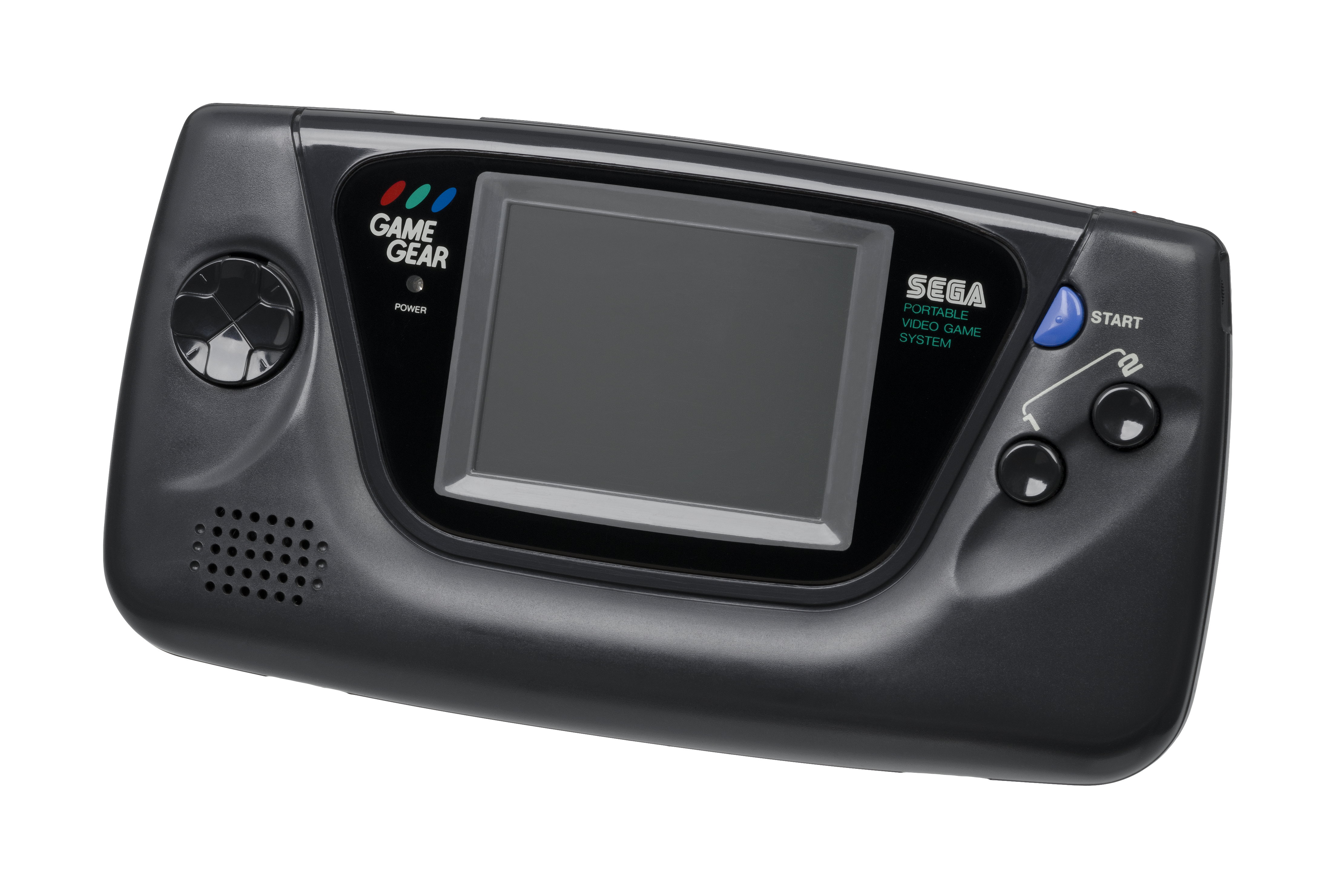
Tails' Skypatrol era originariamente in sviluppo per una console portatile inedita, prima di essere spostato sul Game Gear

Tails' Skypatrol è stato sviluppato da Japan System House (JSH), un'azienda nota per il suo lavoro di conversione di giochi Sega a 8 bit nei primi anni novanta, con l'assistenza di SIMS, società controllata da Sega. Il titolo è stato originariamente sviluppato da JSH come gioco completamente estraneo al franchise di Sonic the Hedgehog. Il gioco era stato originariamente pensato come titolo di lancio per una console portatile monocromatica non ancora uscita, che utilizzava personaggi originali e aveva un approccio più educativo. Tuttavia, la console è stata cancellata prima ancora che la società rilasciasse un comunicato stampa. Per recuperare parte dei costi di realizzazione del gioco, che era stato già completato, fu chiesto agli sviluppatori se potevano farlo girare sul Game Gear, che aveva specifiche hardware e risoluzione dello schermo simili a quelle della console cancellata. Il team commerciale di JSH si rivolse a Sega, che decise che Tails sarebbe stato il protagonista del gioco al posto del personaggio principale originariamente concepito. Il gameplay rimase in gran parte lo stesso, ma furono apportate modifiche al design del mondo per adattarlo meglio alla nuova licenza, la grafica dei personaggi fu ridisegnata e il bilanciamento del gioco fu adattato al nuovo hardware. Furono inoltre aggiunti un livello e delle scene dimostrative. Insieme a Tails Adventure, è uno dei giochi di Sonic the Hedgehog per Game Gear con protagonista Tails.
L'edizione di aprile 1995 della rivista Sega Video Magazine mostrava un filmato di gioco di una versione prototipo di Tails' Skypatrol. Nella scena del boss del secondo livello, Tails viene mostrato mentre affronta Gambadilegno della Disney, anziché Bearanger. Ciò suggerisce che tale versione del gioco utilizzava un'IP Disney. In risposta a un commento su Twitter, in cui si osservava che i cattivi di Tails' Skypatrol assomigliano più ai personaggi Disney che a quelli di Sonic, Alice Kagamino, la capo programmatrice del gioco, ha dichiarato di non poter entrare nello specifico, ma che i design dei nemici hanno la stessa impronta degli originali. Nella versione finale del gioco, i personaggi boss Hocke-Wulf e Witchcart assomigliano ai cattivi Disney Ezechiele Lupo e Mizrabel di Castle of Illusion Starring Mickey Mouse.
Il gioco è stato pubblicato in Giappone il 28 aprile 1995. Una console portatile LCD omonima del gioco, non correlata, è stata distribuita da McDonald's nel 2003 come omaggio. Tails' Skypatrol è stato convertito per diverse compilation ed è stato incluso in Sonic Adventure DX: Director's Cut (2003) per GameCube e Windows come sbloccabile assieme agli altri 11 giochi della serie usciti su Game Gear e disponibile dal principio in Sonic Gems Collection (2005) per GameCube e PlayStation 2. È stato incluso anche in Sonic Origins Plus (2023) per PlayStation 4, PlayStation 5, Xbox One, Xbox Series X, Nintendo Switch e Windows.

## Accoglienza
| Testata                    | Giudizio |
| -------------------------- | -------- |
| Famitsū                    | 22/40    |
| Sega Saturn Magazine (JPN) | 6.5/10   |

Tails' Skypatrol ha ricevuto recensioni principalmente negative. Al momento dell'uscita, un recensore della rivista Sega Saturn Magazine lo considerò uno dei titoli più deboli della serie Sonic, in particolare per i suoi controlli scadenti e la sua difficoltà. Tuttavia, ha sostenuto che il suo gameplay drasticamente diverso lo rendeva un gioco unico e interessante. La rivista Famitsū ha dato al gioco un punteggio di 22 su 40. Nel recensire l'inclusione del gioco in Sonic Gems Collection, Louis Bedigian di GameZone ha affermato che Tails' Skypatrol è "il più divertente di questi [tra i giochi per Game Gear], in quanto Tails è sempre in volo che raccoglie anelli e risolve semplici enigmi". Jeremy Parish di 1UP.com ha definito questo gioco e Tails Adventure "spazzatura che non vorrei nemmeno giocare su Game Gear, figuriamoci su GameCube". Pietro Sanatore di SpazioGames.it ha definito il gioco come nulla di speciale.
Retrospettivamente, l'accoglienza di Tails' Skypatrol è stata simile. USgamer ha classificato Tails' Skypatrol al 26º posto tra i 28 giochi della serie Sonic the Hedgehog, sopra solo a Sonic the Hedgehog del 2006 e Shadow the Hedgehog del 2005. La recensore Nadia Oxford ha definito il gioco "adorabile", ma difficile da controllare a causa dei grandi sprite utilizzati nel gioco, simili ad altri titoli per il Game Gear. Il redattore di USgamer ha definito il gioco "un'ovvia acquisizione del marchio". Kim Wild di Retro Gamer ha affermato che i controlli e l'angolazione della telecamera rendeva il gioco frustrante. Il redattore Apollo Chungus di Hardcore Gaming 101 ha espresso giudizi più positivi sul gioco. Ha dato credito all'elevata difficoltà del gioco a causa della natura dell'hitbox di Tails e dello scarso insegnamento nel livello "Training Area", ma ha anche affermato che "c'è qualcosa da apprezzare" per i giocatori che si abituano al gioco. Chungus ha elogiato la grafica e il sonoro, ma ha criticato la breve durata e la ripetitività delle battaglia con i boss. Ha definito il gioco nel suo complesso "una discreta avventura che vale la pena di provare per i fan di Tails e i curiosi".

## Fumetto
Nel novembre 2022 IDW Publishing ha pubblicato uno speciale per il trentesimo anniversario di Tails contenente una storia canonica al filone videoludico che si colloca dopo gli eventi del gioco e di Sonic 3D: Flickies' Island. In questa avventura Sonic e Tails si recano a Flicky Island e scoprono che è stata invasa da Witchcart; questa coglie di sorpresa i due e intrappola Sonic in un cristallo. Tails attraversa l'isola assieme ai Flicky affrontando nuovamente i tre fedeli scagnozzi della strega (Hocke-Wulf, Bearenger e Carrotia), liberando infine il suo migliore amico e intrappolando Witchcart nel suo stesso cristallo.